# 大橋宗桂 (初代)
初代 大橋 宗桂（おおはし そうけい、弘治元年（1555年） - 寛永11年3月9日（1634年4月6日））は、将棋指し、一世名人。子に、二世名人・大橋宗古、初代大橋宗与がいる。近年の研究によると、初代宗桂の生前にはまだ大橋姓はなかったともいわれている。大橋本家初代。

## 経歴
宗桂は、京都下京の町人宗也の息子で、比較的裕福だったと推定される。幼名は龍政。初めは宗金を名乗り、次に宗慶を名乗って、次いで宗桂に変わる。その「宗桂」は織田信長から、桂馬の使い方が巧いとお褒めの言葉を貰い、以後「宗桂」と名乗るようになったという話もあるが、真偽のほどは確かではない。
宗桂は、織田信長、豊臣秀吉、徳川家康に仕えたとされてきた（ただし、大橋本家の古文書類を研究した増川宏一は宗桂が信長、秀吉に仕えたことを虚偽として否定している）。
秀吉は、宗桂に「棋所の御証文」、二十石十人扶持を与えたとされる。
関白豊臣秀次は、宗桂を「御城将棋」の席に召し出した。
囲碁の本因坊算砂と度々将棋を披露した（このころは将棋と囲碁がどちらもできる者がほとんどで、宗桂も囲碁を打てたという説もある）。残されている二人の将棋の平手戦の対戦は宗桂の7勝1敗で、勝浦修によると「宗桂は算砂より角1枚分強かった」という。しかし、古作登は算砂の将棋棋譜を再解析、コンピュータ将棋での局面評価結果が互角に近いことや、宗桂の息子の宗古の指導を行っていることから、算砂の将棋の棋力は相当に高かったとしている。
徳川家康は碁、将棋を愛好し、碁将棋所を設け、最初は両方とも算砂が持っていたが、その後の慶長17年（1612年）に将棋所は独立したとされる。宗桂が初代将棋所となったとされるこの年を、日本将棋連盟は宗桂が一世（初代）名人になったとしているが、増川宏一の著作では「史実ではない」と否定されている。
家康は、宗桂に「将棋の指南役」として、五十石五人扶持を与えた。
宗桂は僧体だったという説もあったが、増川宏一は『碁打・将棋指しの誕生』（平凡社ライブラリー）において、僧侶だった算砂と比較し、宗桂は町人の出だったとしている（同書121ページ）。「以後、嫡男は髪を剃り、僧体とするようにした」という説もあったが、近年の研究では大橋家は御用達町人の身分だったとされる。
初代宗桂の二百回忌に際し、十一代大橋宗桂が大橋家の系図を作成している。これによると、初代宗桂は宇多天皇を祖とする佐々木源氏（近江源氏・佐々木氏）の血を引くものとされるが、多くの誤りが散見され、後代の創作であることを強く疑わせるものである。この内容は二百回忌に宗桂を追悼する碑である「賜將棊所宗桂法印大橋君追福碑」にある朝川善庵による碑文（碑文は『崇文叢書』の『楽我室遺稿』巻3に収録）にもある。また明治44年発行の『将棋雑誌』（大阪市将棋社発行）には初代宗桂は「宗也の子にして幼名宗金、のち宗慶と号す。父子共に織田信長に召しだされる」や『将棋名匠逸話』（大崎熊雄、北斗星共著、昭和3年刊）では「宗桂も始めは名も宗慶と称し医事をもって父の宗也と共に信長公に仕えていた」と著されているという。

## 詰将棋
宗桂は現存する最古の詰将棋集「象戯造物」の作者である。この作品集は、慶長年間に発行されている。
また、宗桂は将棋所に就任して4年目の元和2年（1616年）に、幕府に作品集を献上している。後の名人がこれに倣った事で、名人が幕府に作品集を献上するという慣習が生まれた。宗桂の詰将棋の作風は実戦的で力強いと森雞二は評している。手数は十数手詰めで、実戦的な手筋を多く用いており、江戸中期に盛んになった華麗な手筋を用いるものとは趣が異なる。
宗桂の詰将棋でもっとも有名なのは、俗に「香歩問題」として知られている15手詰めのものであろう。一見5手詰めに見えるが、玉方に銀をただで合駒する妙手があってなかなか詰まない。後世の大道詰将棋の客寄せ問題として使われ、大勢の庶民が頭を悩ました。
これ以前にも、山科言経が著した『言経卿記』の慶長7年（1602年）12月3日条に、「少将棊指の宗桂が来たりて了んぬ、少将棊の作物五十、一冊禁中へ進上申したきの由、来たりて了んぬ、予一冊之を与ふ」とあり、宗桂が言経を通して天皇に詰将棋集を献上しようとしたことが記されている。ただしこの詰将棋集は現存を確認できていない。

## 最古の棋譜
現存する最古の棋譜は、慶長12年（1607年）に指された先手大橋宗桂、後手本因坊算砂の対局である。この対局は133手で宗桂が勝っている。
現在分かっている宗桂の対局棋譜は、すべて本因坊算砂との対局の8局のみであり、その対戦成績は7勝1敗である。